# Donald Coggan
Frederick Donald Coggan, barone Coggan (Londra, 9 ottobre 1909 – Winchester, 17 maggio 2000), è stato un arcivescovo anglicano britannico.
Docente all'Università di Manchester dal 1931 al 1934 e a Toronto dal 1937 al 1944, fu vescovo anglicano di Bradford dal 1956 al 1961 e vescovo di York dal 1961 al 1974. Dal 1974 al 1980 ricoprì la carica di arcivescovo di Canterbury; in tale veste cercò di riallacciare i rapporti col Vaticano.